# Child of Eden
Child of Eden (lit. Niño del Edén) es un videojuego musical y shooter on the rail de temática de fantasía creado por Tetsuya Mizuguchi para Ubisoft, y publicada por Q Entretaiment. Fue puesto a la venta el 17 de junio de 2011 para la consola Xbox 360 con compatilibidad para Kinect. Posteriormente, el 27 de septiembre del mismo año apareció para la consola PlayStation 3 compatible con PlayStation Move. Este videojuego es considerado como el sucesor espiritual del videojuego REZ, de Sega. La banda sonora fue compuesta por el grupo virtual Genki Rockets, y la protagonista del juego (Lumi) es interpretada por la cantante y modelo Rachel Rhodes.

## Argumento
El argumento de Child of Edén se ambienta en el año 2019 cuando nace el primer ser humano en el espacio, una jovencita llamada Lumi. Ella vive en la estación espacial internacional y sueña con ir a la Tierra, enviando música a la misma. Al morir, sus memorias quedan grabadas como archivos en la red. Varios siglos después, la humanidad comienza a viajar por el espacio a lugares lejanos, y la única forma en que pueden experimentar el estar en la Tierra es por medio de lo que se conoce como Edén, una especie de red que se extiende a los confines del espacio. En el siglo XXIII, unos científicos intentan revivir a Lumi utilizando la tecnología del Edén y sus memorias archivadas. Tras esto, aparece un mensaje que dice "Salva al Edén, salva a Lumi", una referencia a que algo infecto al Edén está atrapando a Lumi.

## Sistema de juego
El sistema de juego es muy similar, en concepto, al videojuego REZ. El jugador interactúa con el motor gráfico del juego para capturar a los enemigos utilizando su mano derecha para hacer desaparecer los objetos infectados. Para disparar ráfagas de proyectiles de color morado (que permiten eliminar enemigos que provocan daño al jugador), se utiliza los diferentes controles:
- Con Kinect (XBox 360), el jugador utiliza su mano izquierda.
- Con PSMove (PS3) el jugador debe presionar el botón "T".

Para activar el antivirus llamado Euforia es lo siguiente:
- Con Kinect (Xbox 360), el jugador debe levantar los brazos hacia arriba.
- Con PSMove (PS3) el jugador debe presionar del botón del logotipo de PSMove.

## Detalles del juego
- Como fue el caso de Rez, Child of Eden se presenta como un experimento sobre la sinestesia, la integración de sonido, la visión y el tacto. El juego cuenta con música del grupo virtual Genki Rockets.
- Lumi, la joven protagonista del juego, es interpretada por la cantante y modelo Rachel Rhodes.
- Comparte muchas características con Rez. El juego gira en torno a disparar a varios objetos que entran en la pantalla, al impactar producen efectos musicales en su destrucción.
- Los jugadores pueden elegir entre usar un bloqueo en el disparo similar a la de juego Rez, o un cañón Vulcan que dispara un flujo constante de balas.
- Con Kinect, los jugadores pueden apuntar con sus manos y aplaudir para cambiar las armas. El juego también permite usar el mando de control estándar de Xbox 360 y PlayStation 3.
- Al igual que Rez HD, los jugadores pueden usar controladores adicionales para proporcionar vibración externa. Durante el juego se modifica la música a las acciones y movimientos de los jugadores.
- El juego cuenta con cinco niveles principales, llamados "Archivos", cada uno con un tema visual diferente, llamados "Matriz", "Evolución", "Belleza", "Pasión" y "Viaje", que es como un resumen de los antes mencionados. Tras completar "Viaje" se desbloquea un sexto archivo llamado "Esperanza" que solo se trata de sobrevivir el mayor tiempo posible. Cada archivo es como volver a jugar, cambia cada vez en función de la reproducción de rendimiento y el estilo de juego en la carrera anterior.

## Recepción
El juego tuvo éxito por la jugabilidad y los efectos especiales y visuales de que Tetsuya Mizuguchi lo creara con REZ Y Lumines con el género musical es de género Electro pop japonés un grupo llamado Genki Rockets la sinestesia, la luz y el sonido son espléndidos pero a veces los fascinan con otros juegos de música.